# Patrick Steve Loa Loa
Patrick Steve Loa Loa (* 3. Juni 1999) ist ein kamerunischer Fußballspieler.

## Karriere
Loa Loa kam zur Saison 2017/18 nach Tunesien zur US Ben Guerdane. Im August 2017 debütierte er in der Championnat de Tunisie, als er am dritten Spieltag jener Saison gegen den CO Médenine in der Startelf stand. In jenem Spiel, das Ben Guerdane mit 3:2 verlor, erzielte er auch sein erstes Tor in der höchsten tunesischen Spielklasse. In der Saison 2017/18 kam er zu 22 Einsätzen in der Championnat de Tunisie, in denen er vier Tore erzielte.
In der Saison 2018/19 absolvierte er 13 Ligaspiele und erzielte dabei ein Tor. Im Juli 2019 absolvierte er ein Probetraining beim österreichischen Zweitligisten FC Wacker Innsbruck.